# 明神駅

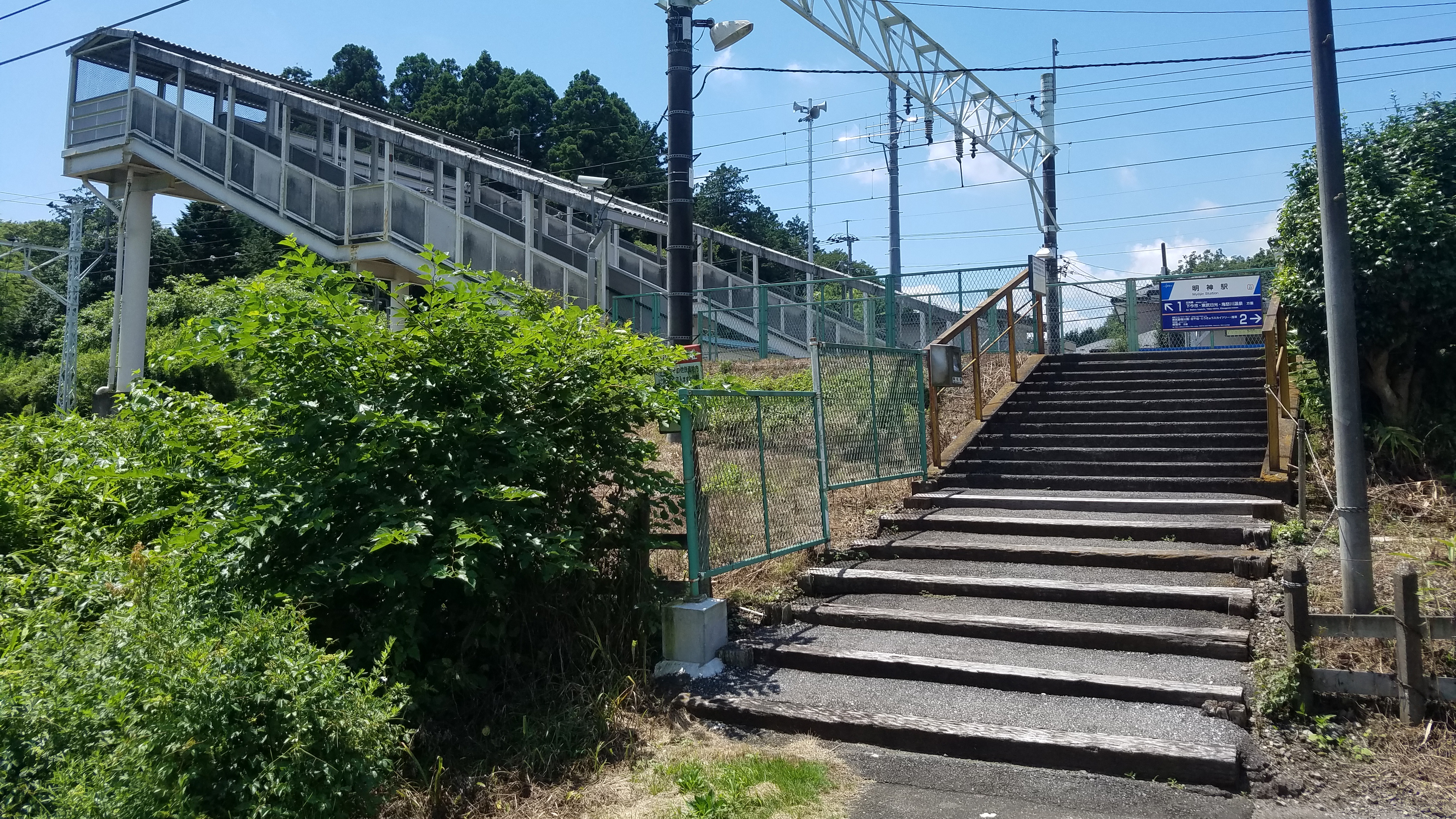
東口（2021年8月）

明神駅（みょうじんえき）は、栃木県日光市明神にある東武鉄道日光線の駅である。駅番号はTN 22。

## 歴史
- 1929年（昭和4年）11月1日 - 開業[1]。
- 1973年（昭和48年）9月1日 - 駅無人化（簡易委託開始）。
- 2012年（平成24年）3月17日 - TN 22の駅ナンバリングを導入。

## 駅構造

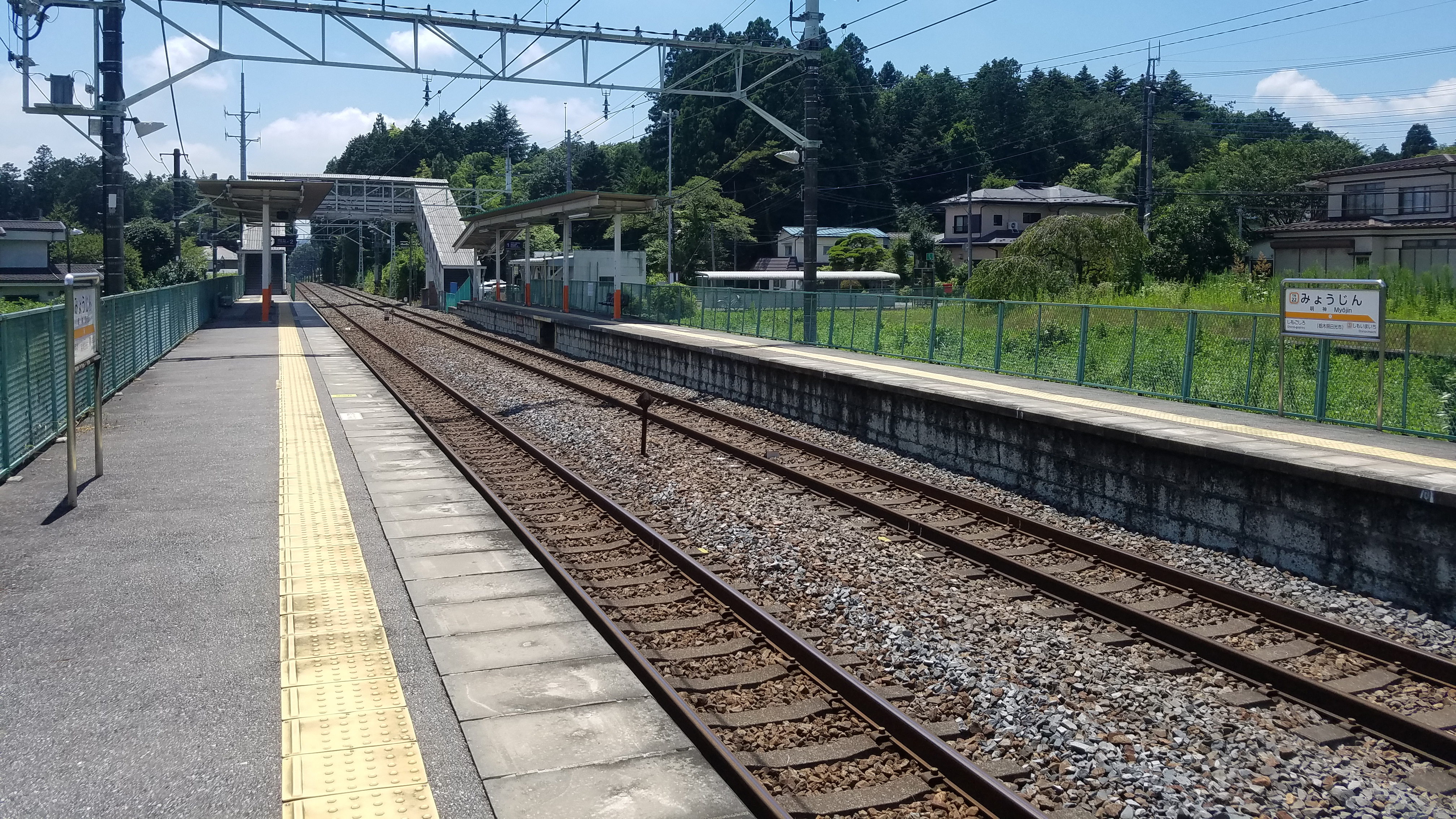
ホーム（2021年8月）

相対式ホーム2面2線を有する地上駅。無人駅となっている。以前は簡易委託駅で、乗車券は駅前商店で発売していたが、終了となり、駅入り口に設置の乗降車駅証明書を取って車内で車掌から購入するか着駅で精算する。駅舎は東武日光方面ホーム側にあり、浅草方面ホームとは跨線橋により連絡している。また浅草方面ホーム側にも出入口が設置されている。

### のりば
| 番線 | 路線   | 方向 | 行先                                                                                   |
| ---- | ------ | ---- | -------------------------------------------------------------------------------------- |
| 1    | 日光線 | 下り | 下今市・東武日光・ 鬼怒川線 鬼怒川温泉方面                                             |
| 2    | 日光線 | 上り | 新栃木・東武動物公園・ 東武スカイツリーライン 北千住・とうきょうスカイツリー・浅草方面 |

- 上記の路線名は旅客案内上の名称（「東武スカイツリーライン」は愛称）で表記している。

## 利用状況
2024年度の1日平均乗降人員は210人である。
近年の1日平均乗降人員の推移は下表の通り。
| 年度               | 1日平均 乗降人員 | 出典        |
| ------------------ | ---------------- | ----------- |
| 2000年（平成12年） | 273              |             |
| 2001年（平成13年） | 247              | [ 東武 3 ]  |
| 2002年（平成14年） | 236              | [ 東武 4 ]  |
| 2003年（平成15年） | 228              | [ 東武 5 ]  |
| 2004年（平成16年） | 211              | [ 東武 6 ]  |
| 2005年（平成17年） | 214              | [ 東武 7 ]  |
| 2006年（平成18年） | 231              | [ 東武 8 ]  |
| 2007年（平成19年） | 234              | [ 東武 9 ]  |
| 2008年（平成20年） | 257              | [ 東武 10 ] |
| 2009年（平成21年） | 279              | [ 東武 11 ] |
| 2010年（平成22年） | 299              | [ 東武 12 ] |
| 2011年（平成23年） | 331              | [ 東武 13 ] |
| 2012年（平成24年） | 343              | [ 東武 14 ] |
| 2013年（平成25年） | 326              | [ 東武 15 ] |
| 2014年（平成26年） | 284              | [ 東武 16 ] |
| 2015年（平成27年） | 285              | [ 東武 17 ] |
| 2016年（平成28年） | 251              | [ 東武 18 ] |
| 2017年（平成29年） | 238              | [ 東武 19 ] |
| 2018年（平成30年） | 229              | [ 東武 20 ] |
| 2019年（令和元年） | 217              | [ 東武 21 ] |
| 2020年（令和02年） | 202              | [ 東武 22 ] |
| 2021年（令和03年） | 212              | [ 東武 23 ] |
| 2022年（令和04年） | 243              | [ 東武 24 ] |
| 2023年（令和05年） | 208              | [ 東武 25 ] |
| 2024年（令和06年） | 210              | [ 東武 1 ]  |

## 駅周辺
- 今市明神郵便局
- 日光市立落合西小学校
- 日光市養護老人ホーム 晃明荘
- 明神保育園
- 福生寺
- 栖克神社
- 瀧尾神社
- 二荒山神社
- 長畑川（利根川水系）
- 日光市営バス（落合・猪倉地区デマンドバス）「東武明神駅」停留所

## 隣の駅
東武鉄道
 日光線
■急行
通過
■普通
下小代駅 (TN 21) - 明神駅 (TN 22) - 下今市駅 (TN 23)